# Menjamel capbrú
El menjamel capbrú (Melithreptus brevirostris) és un ocell de la família dels melifàgids (Meliphagidae).

## Hàbitat i distribució
Habita el bosc obert i matolls des del sud-oest i sud d'Austràlia Occidental cap a l'est, a través del sud d'Austràlia Meridional, incloent l'illa Kangaroo, fins al sud-est de Queensland, centre i est de Nova Gal·les del Sud i Victòria.